# 秘书郎
秘书郎又稱秘书郎中，始置於三国时的曹魏，属秘书省，職務是管理皇家图书经籍。
唐代龙朔二年（662年），改称蘭臺郎，咸亨元年（670年）十二月复旧名。开元二十八年减一员。歷代皆以秘书郎為管理皇家图书收藏及校刊工作。明初廢秘书郎，其職務由翰林院兼管。清朝末造又设秘书郎。民初廢除。